# Reuhat Tuha
Reuhat Tuha is een bestuurslaag in het regentschap Aceh Besar van de provincie Atjeh, Indonesië. Reuhat Tuha telt 705 inwoners (volkstelling 2010).